# Piotr Tkachov
Piotr Nikítich Tkachov, también conocido como Petr Nikitich Tkachev (en ruso: Пётр Ники́тич Ткачёв) (29 de junio de 1844 - 4 de enero de 1886) fue un escritor revolucionario y crítico ruso que formuló muchos de los principios revolucionarios que influyeron en Vladímir Lenin. 

## Vida
Su vida se desarrolla durante el reinado del zar Alejandro II de Rusia. Nacido en una familia de la pequeña aristocracia provincial (gobernación de Pskov), hizo sus estudios secundarios y universitarios en San Petersburgo. En 1861 tomó parte en una serie de violentas protestas estudiantiles. Detenido por la policía durante un motín el 11 de octubre, Tkachov probablemente entró en contacto con la filosofía política radical rusa a través de otros reclusos durante los meses en la Fortaleza de San Pedro y San Pablo. Entre 1861 y 1874 su vida alterna entre la universidad, periodos de prisión y otros de clandestinidad. En 1869 se acerca a Necháyev y es detenido y condenado (1871) como miembro de su organización a prisión en Siberia, oficialmente por imprimir una proclama ilegal a favor de las protestas de los estudiantes. De Velíkiye Luki, en la hoy óblast de Pskov, escapa en 1873. Huye al extranjero y se instala en Zúrich, su actividad intelectual de este periodo se ve cortada de contactos con las corrientes en boga en las universidades, por lo cual no ejerce ninguna influencia en las corrientes de pensamiento. Su influencia empieza a marcarse gracias a obras como "los deberes de la propaganda en Rusia" escrita en Suiza. En diciembre de 1875 fundó su propia revista, Nabat (Rebato), tras haber roto el año anterior con Piotr Lavrov.
Reservado y retraído, se mantuvo alejado de la emigración rusa en Europa occidental y destacó por sus escritos, no por su carisma. Además de su carácter, sus durísimas críticas a destacados revolucionarios como Bakunin o Lavrov le ganaron numerosas enemistades.
En una carta a Engels, le dice que Rusia no puede hacer la revolución siguiendo los principios desarrollados por Marx. Porque no debe y no puede esperar un desarrollo capitalista. Rusia, según él, no necesita una burguesía ni instituciones políticas modernas. En otra carta al mismo destinatario dice que para que la revolución triunfe "se requiere cortar la cabeza a todo súbdito del imperio de más de veinticinco años de edad".
Aunque Tkachov a veces es conocido como «el primer bolchevique», no figura de forma prominente en la mitología de la Unión Soviética, pues esto habría implicado un cierto reconocimiento de paternidad de sus ideas, desviando así la atención de Lenin en la originalidad del pensamiento revolucionario.

## Ideología
A diferencia de los populistas naródnik, Tkachov no creía en las virtudes revolucionarias del pueblo ni en su espíritu nato de rebelión. El pueblo es en esencia socialista, dice, pero este necesita ser dirigido para adquirir la madurez, para adquirir la conciencia histórica que le hace falta. Y esa dirección debe ser encabezada por una elite revolucionaria. A diferencia de Bakunin, Tkachov defiende la existencia de instituciones estatales, con una diferencia; que estas sean revolucionarias. A decir verdad, él temía que la abolición de las instituciones acarreara desórdenes populares que desembocaran en la muerte de la revolución. Él es el primer pensador revolucionario en colocar la conquista del poder en el centro del proceso de transformación social. También es el primero en proponer un método y unas técnicas para llegar al poder, organizarlo y conservarlo. Para Tkachov, la mejor forma de conseguir el poder revolucionario es desestabilizando por métodos terroristas el poder zarista. También da importancia a la educación que se debe impartir a las masas para que obedezcan a la minoría agitadora. Tkachov es el primer gran teórico de la cuestión del poder en el ámbito revolucionario. El asunto de las estructuras revolucionarias requeridas tanto antes como después de la conquista del poder ponían entre él y los anarquistas una barrera infranqueable. Tkachov planteaba consecución de la revolución como la tarea de un reducido grupo de revolucionarios bien organizados y disciplinados, que podían contar o no con el apoyo popular. Una vez en el poder, los revolucionarios debían aplicar las reformas revolucionarias mediante la dictadura, antes de que el capitalismo transformase la naturaleza campesina de Rusia.
Para Tkachov la dictadura de Robespierre durante la Revolución francesa marca un ejemplo de transición entre el periodo pre- y posrevolucionario. La figura de Robespierre es para él un modelo tangible de fidelidad a la revolución a pesar de la conquista del poder. 
En 1878 fundó una organización denominada «Sociedad para la liberación del pueblo», pero esta fracasa; pues no logró enraizar en Rusia. La Sociedad, secreta, jerárquica y conspirativa, incluía en sus estatutos el asesinato de cualquier posible delator. Intentó también transferir su revista, Nabat, a Rusia, pero en esto tampoco tuvo éxito. Estos dos golpes anunciaban un declive que lo llevó a la muerte. En 1880, tras abandonarle su esposa, abandonó Suiza y Nabat y se trasladó a París. Trabajó brevemente para una publicación blanquista que fracasó y abandonó entonces la política y el periodismo. En 1882 cayó enfermo de una afección cerebral degenerativa y acabó muriendo en 1886.
Muere a los cuarenta y dos años en un asilo de alienados. Su muerte en estas circunstancias no dejaban augurar el éxito futuro de sus ideas.
Con su muerte se cierra un ciclo de la lucha revolucionaria pre comunista, en la que lo que dominaba era el pensamiento esencialmente especulativo. En los años siguientes el marxismo va a incluir el pensamiento ruso en la gran corriente occidental.